# Oligia postnigra
Oligia postnigra är en fjärilsart som beskrevs av Barend J. Lempke 1965. Oligia postnigra ingår i släktet Oligia och familjen nattflyn. Inga underarter finns listade i Catalogue of Life.